# 小河信俊
小河 信俊（おがわ のぶとし）は、戦国時代から安土桃山時代にかけての武将。龍造寺氏の家臣。

## 略歴
龍造寺隆信の重臣・鍋島清房の三男として誕生。
永禄元年（1558年）、隆信の執権である小河信安とその嫡子・豊前守が神代勝利との戦で討ち死にすると、小河の名跡が絶えるのを惜しんだ隆信の命により、信安の娘を娶って小河氏を継いだ。
永禄4年（1561年）の神代勝利との再戦では、隆信の実弟・龍造寺信周の陣に属して戦い、翌年の肥前有馬氏との戦いでは隆信の旗本衆に属して戦った。元亀元年（1570年）に大友氏が攻めてくると大将の一人として戸次鑑連（後の立花道雪）勢へ打ち掛かり、それより間も無く発生した今山の戦いの際は、兄・鍋島直生（後の直茂）の後詰として西高木にまで出陣したが、兄が勝利したと知り帰城している。
その後も小田鎮光や平井経治、大村純忠攻め等に大将として参加、隆信の後継である龍造寺政家の政権下では納富家理・土肥家実と共に宿老となった。
天正12年（1584年）、沖田畷の戦いに参戦し討ち死にした。